# Qualunque cosa succeda
Qualunque cosa succeda è una biografia scritta nel 2009 da Umberto Ambrosoli, avvocato e uomo politico, edito da Sironi editore. Narra la vicenda del padre, Giorgio Ambrosoli, scelto dalla Banca d'Italia per gestire la liquidazione del principale istituto di credito di proprietà dell'affarista siciliano Michele Sindona, incarico che aveva svolto con integrità e coraggio, e per questo ucciso da un sicario l'11 luglio 1979.
Il libro ha vinto nel 2009 il premio Capalbio nella sezione "politica e istituzioni", e nel 2010 il premio Terzani.
Nel 2014 è stata pubblicata la seconda edizione del volume, arricchita da una nuova introduzione dell'autore e da una post fazione di Anna Maria Tarantola. Dal 2014 è inoltre disponibile un'edizione scolastica, per il marchio Sironi Per la Scuola.

## Titolo
Il titolo del libro è una citazione tratta dalla lettera che l'avvocato Giorgio Ambrosoli scrisse alla moglie Anna, nel 1975, quando il suo incarico come commissario unico per la liquidazione della Banca Privata Italiana era iniziato da meno di un anno. Già in quel momento, infatti, Ambrosoli aveva compreso quante e quali inimicizie il suo lavoro gli stava procurando:
Il testo della lettera è pubblicato in versione pressoché integrale alla fine del libro.

## Contenuto
Il libro è preceduto da una prefazione di Carlo Azeglio Ciampi, decimo presidente della Repubblica italiana, che all'epoca dei fatti era Direttore generale di Banca d'Italia e collaborò con Giorgio Ambrosoli. Nella seconda edizione del libro è inoltre presente una introduzione dell'Autore che racconta quanto è successo dopo la pubblicazione nel 2009 di Qualunque cosa succeda.

In apertura si legge una lettera ideale che Umberto Ambrosoli indirizza ai propri figli; il libro è dedicato a loro, perché possano conoscere la storia del loro nonno e comprendere che non è un racconto di morte ma un esempio di vita e di speranza.
Per raccontare la storia di suo padre, l'autore parte dalla gioventù di Giorgio Ambrosoli, ripercorrendone gli studi, gli affetti e la stagione della passione politica e civica dei primi anni Sessanta, in una Milano ricca di vivacità intellettuale e di ottimismo. Puntuale anche il racconto della storia professionale di Ambrosoli, avvocato stimato che ancora giovane viene chiamato a collaborare alla gestione di uno dei più gravi dissesti finanziari del periodo, quello della Società Finanziaria Italiana: una crisi complessa, che già mostra contaminazioni tra potere politico ed economico. L'esperienza accumulata lo rende, qualche anno dopo, il candidato ideale per l'incarico di liquidatore della Banca Privata Finanziaria. La BPI nel 1974 era fallita per bancarotta fraudolenta quando ancora il suo proprietario Michele Sindona era considerato un finanziere sulla cresta dell'onda (il politico democristiano Giulio Andreotti lo definiva «genio» e «salvatore della lira»): si scoprì invece che Sindona era affiliato alla loggia massonica segreta P2, vicino alla mafia italo-americana.
In quel 1974, al commissario liquidatore Ambrosoli fu affidato il compito di ricostruire le cause del fallimento di BPI, preservare tutto il denaro e i beni rimasti alla banca e alle società sotto il controllo di Sindona, recuperare il più possibile del denaro investito dalla banca per pagare i creditori. Per cinque anni Sindona cercò di ostacolare l'azione di Ambrosoli, nel tentativo di riprendere il possesso della BPI, dispiegando ogni possibile strategia: trafugando documenti, spiando, calunniando, denunciando, facendo pressioni mediatiche e politiche. Numerosi e potenti infatti erano gli appoggi e i legami che il banchiere vantava con molti dirigenti di partito ed esponenti dei governi dell'epoca.
Il lavoro di Giorgio Ambrosoli continuò: non lo influenzarono i tentativi più o meno diretti di corruzione, le intimidazioni, le denunce e nemmeno le aperte minacce. Grazie al suo lavoro i beni vennero recuperati in larga parte e i creditori in larga parte ripagati, il peso economico del fallimento non fu scaricato sui contribuenti (cosa cui invece aspirava Sindona) e i responsabili della bancarotta vennero indagati per rispondere in giudizio. 
Alla limpidezza delle motivazioni di Ambrosoli non corrispose il sostegno del mondo politico e istituzionale, fatte salve la Banca d'Italia e singole personalità. L'avvocato si trovò di fatto isolato nel suo compito. Fu questa solitudine, forse, a far credere a Sindona – ormai incriminato non solo in Italia ma anche negli USA, per il fallimento della Franklin National Bank – che sarebbe bastato eliminare il commissario liquidatore, per risolvere i problemi. Così ordinò e pagò l'omicidio di Giorgio Ambrosoli, che fu ucciso a Milano da un killer la notte tra l'11 e il 12 luglio 1979. 
Il libro si chiude con una riflessione sui rapporti di potere tra politica e finanza in Italia, e come l'esempio di Ambrosoli, che avrebbe potuto facilmente adeguarsi e non lo fece, rappresenti un esempio in cui l'interesse personale non prevale su quello comune.

## Opere audiovisive
Su Qualunque cosa succeda si basa la puntata di La storia siamo noi, dal titolo Qualunque cosa succeda - Storia di Giorgio Ambrosoli e la miniserie TV Qualunque cosa succeda. Giorgio Ambrosoli, una storia vera, in onda sulle reti Rai, con Pierfrancesco Favino e Anita Caprioli.

## Edizioni
- Umberto Ambrosoli, Qualunque cosa succeda, 1ª ed., Sironi editore, 2009, ISBN 978-88-518-0120-5.
- Umberto Ambrosoli, Qualunque cosa succeda, 2ª ed., Sironi editore, 2014, ISBN 978-88-518-0240-0.
- Umberto Ambrosoli, Qualunque cosa succeda, Sironi per la scuola, 2014, ISBN 978-88-693-5008-5.